# Holaspis laevis
Holaspis laevis es una especie de lagarto del género Holaspis, familia Lacertidae, orden Squamata. Fue descrita científicamente por Werner en 1895.

## Descripción
La longitud hocico-respiradero es de 8-13 centímetros.

## Distribución
Se distribuye por Sierra Leona, Ghana, Nigeria, Camerún, República Democrática del Congo, Uganda, Tanzania, Kenia, Malaui, Mozambique y Costa de Marfil.